# Franz von Keil
Franz Vincenz Georg Anton Ritter von Keil (Mainz, 1862. szeptember 15. – Bécs, 1945. november 22.) osztrák nemzetiségű osztrák-magyar tengerész, admirális, IV. Károly magyar király tengerészeti tanácsadója az első világháború végén.

## Élete
Franz Ritter von Keil 1862. szeptember 15-én született a poroszországi Mainz történelmi városában. Apja, Heinrich Rudolf Vinzenz Keil az osztrák hadseregnél töltött be altábornagyi rangot. Anyja, Georgine Maria von Brentano De Tremezzo volt. Keil egy évet tanult magántanulóként Bécsben, majd 1874-1877 között egy állami középiskolában tanult Bielnitzben. Egy évet tanult Sopronban, és jó eredménnyel 1878-ban át került a Fiumei Tengerészeti Akadémiára, ahol szintén jó eredménnyel végzett.
Az akadémia elvégzését követően 1881-ben avatták tengerészkadéttá. 1892-től sorhajóhadnagy. 1907-től korvettkapitány. 1910-től fregattkapitány, majd egy évvel később előléptették sorhajókapitánnyá. 1913-ban kinevezték ellentengernaggyá. 1917. második felétől altengernagy. Ebben azt időben Keil töltötte be az uralkodó, akkor IV. Károly magyar király  tengerészeti tanácsadójának posztját. A cattarói matrózlázadás követő tárgyalás ítéleteit Fiedler Pál tengernagy mellett ő írta alá. 1918-ban kinevezték tengernaggyá.
Keil 1945-ben halt meg Bécsben. Élete során megkapta többek közt a Vaskeresztet és a Lipót-rendet.